# Joseph Peter Michael Denning
Joseph Peter Michael Denning (* 4. Januar 1907 in Flushing; † 12. Februar 1990) war ein US-amerikanischer römisch-katholischer Geistlicher und Weihbischof in Brooklyn.

## Leben
Joseph Peter Michael Denning empfing am 21. Mai 1932 das Sakrament der Priesterweihe.
Am 24. Februar 1959 ernannte ihn Papst Johannes XXIII. zum Titularbischof von Mallus und bestellte ihn zum Weihbischof in Brooklyn. Der Bischof von Brooklyn, Bryan Joseph McEntegart, spendete ihm am 22. April desselben Jahres die Bischofsweihe; Mitkonsekratoren waren der Weihbischof in New York, James Henry Ambrose Griffiths, und der Koadjutorbischof von Lafayette in Indiana, John Carberry.
Am 13. April 1982 nahm Papst Johannes Paul II. das von Joseph Peter Michael Denning aus Altersgründen vorgebrachte Rücktrittsgesuch an.